# 伊藤健一 (実業家)
伊藤 健一（いとう けんいち、1936年 - 2014年3月1日）は、日本の実業家。新潟県出身である。元信越化学工業取締役。

## 人物
信越化学工業の取締役を務めた。
2014年3月1日午前0時21分、膵臓癌のため死去。77歳没。